# Jessica Cecchini
Jessica Cecchini (Borgosesia, 1º marzo 1990) è una modella italiana, incoronata Miss Universo Italia 2010.

## Carriera
Nel 2004, giovanissima, partecipò al concorso di bellezza "La più bella del mondo" con un nugolo di reginette locali che avrebbero avuto un discreto percorso professionale. Nel 2007 partecipò, con il titolo di Miss Piemonte, a Miss Italia non riuscendo però a superare le fasi iniziali del concorso.
Il 1º luglio 2010 viene incoronata Miss Universo Italia 2010 presso il Teatro antico di Taormina, ottenendo la possibilità di partecipare, come rappresentante dell'Italia, al concorso di bellezza internazionale Miss Universo 2010, svolto a Las Vegas negli Stati Uniti, dove però non è riuscita ad avere accesso alle semifinali.